# ファミ通文庫
ファミ通文庫（ファミつうぶんこ）は、日本の出版社、KADOKAWAから刊行されているライトノベル系文庫レーベル。1998年創刊。
2013年9月30日までは株式会社エンターブレイン (eb) が刊行。同年10月1日からebはKADOKAWAに吸収合併された後に社内ブランドになり、現状は旧ebスタッフがそのまま編集を担当している。

## 歴史
創刊当初はアスキーの子会社であったアスペクトより刊行されていたが、2000年のグループ再編により発行元がエンターブレインへと移った。
本レーベルの公募新人賞は、最初はエンターブレインが開催するえんため大賞のファミ通文庫部門だったが終了。ファミ通文庫大賞に引き継がれたがそれも終了し、以降、公募新人賞は行われていない。
前身にいずれもアスペクト発行のログアウト冒険文庫（1993年 - 1996年）、ログアウト文庫（1997年 - 1998年）、ファミ通ゲーム文庫（1996年 - 1998年）がある。ログアウト文庫とファミ通ゲーム文庫で刊行されたタイトルの一部はファミ通文庫で新装版が刊行されているが、日本ファルコムやハミングバードソフトのコンピュータゲームを小説化した作品やテーブルトークRPG（TRPG）のリプレイが中心であったログアウト冒険文庫やオリジナル作品が中心だったログアウト文庫に対し、ファミ通ゲーム文庫は刊行時期こそ重複していないが、一部のシリーズ作品を継承した以外、直接の関連性は無い。
ファミ通ゲーム文庫はアーケード・家庭用ゲームの小説化作品が中心だったが、小説化作品中心の構成から、より幅広いジャンルを含めたオリジナル作品を展開すべく、ファミ通文庫へ改題された経緯がある。やがて、再びTRPGのリプレイが刊行されるようになり、さらに2006年には、ログアウト冒険文庫時代以来となるルールブックも刊行されている。そうした経緯により、レーベル名に「ファミ通」は冠しているが、週刊ファミ通や「ファミ通一族」と通称されている系列誌と本レーベルの関連性はそれほど強くはなく、むしろ一般読者に対するネームバリューの高さから「ファミ通」を冠している側面が強い。
新刊案内の折り込み広告は長らくエンターブレインの漫画や攻略本・ファンブックと共通であったが、2006年10月に独立し「Famitsu Bunko News」（FBN）となった。また、オフィシャルサイト「FB Online」はファミ通文庫のオフィシャルWebマガジンとして機能している。レーベルの15周年時には記念として、2013年2月21日から3月28日にかけてニコニコ生放送でWebラジオ番組が全6回放送された。
2014年からはB6判書籍も刊行され、2020年以降は通常の文庫サイズの刊行数を上回ることもあり、存在感を増している。また、2017年には19周年記念としてライト文芸寄りの作品を集めたファミ通文庫ネクストが刊行されることもあった。

## 外観
背表紙の「FB」ロゴが赤のタイトルはオリジナル作品、緑のタイトルは小説化作品及びTRPGの関連書籍、白のタイトルはファミ通文庫ネクスト作品であることを表す。2005年7月刊行のタイトルより背表紙のデザインが一部変更された（青を基調とするカラーリングは変わらず）。このとき、それまで刊行順に振られていた通し番号が、著作者別のものに改められた。その後、2020年4月刊行の新刊よりレーベルロゴと装丁が一新された。

### シリーズ番号
ライトノベルに限らず多くの文庫で、一般的に［著作者番号］－［刊行タイトル数］で表記される作品番号であるが、本レーベルではその間に「シリーズ番号」というべきものを備えているのが特徴である。例えば野村美月『“文学少女”と慟哭の巡礼者』は「の2 6-5」である。これは、
- 野村美月（「の2」…レーベルに於いて2人目の「の」で始まる作者）の、
- 6つ目のシリーズ（1.「卓球場」シリーズ／2.『フォーマイダーリン!』／3.「天使のベースボール」シリーズ／……）の、
- 5つ目のタイトル（1.『“文学少女”と死にたがりの道化』／2.『“文学少女”と飢え乾く幽霊』／……）

であることを意味する。シリーズではない単独の作品の場合、1個のシリーズ番号が与えられる。また、正編にかかる短編・外伝などがある場合にも、新たなシリーズ番号が立てられ、区分される（例：「“文学少女”」シリーズに関わる短編集は「の2 7-*」、外伝は「の2 8-*」）。作者によっては同一のレーベルで別個のシリーズ（正編に対する短編などを含む）を同時期に展開している場合が多々あり、単にその作者が刊行した順では混淆してしまうが、この表記により簡明になる。
一方、FBロゴが緑の原作付き作品やTRPG関連書籍については、著者名ではなく原作となる作品名のアルファベットにより識別される。『ナイトウィザードノベル 蒼き門の継承者』（犬村小六）は「N3-2-1」で、
- アルファベット「N」で始まる3番目のシリーズ作品の、
- 2つ目のシリーズ（1.「ナイトウィザード リプレイ」／2.「ナイトウィザードノベル」／3.「ナイトウィザード The ANIMATION」の小説化作品／……）
- 1つ目のタイトル（1.『蒼き門の継承者』／2.『星を継ぐ者』／3.『鏡の迷宮のグランギニョル』／……）

を意味する。この場合、2.『星を継ぐ者』の著者は日高真紅、3.『鏡の迷宮のグランギニョル』の著者は藤原健市と全て異なるが、著者名でなく原作が属するシリーズ作品により分類されるのでそれぞれ「N3-2-2」「N3-2-3」の番号が与えられる。
ファミ通文庫以外でこの「シリーズ番号」を採用しているレーベルにはHJ文庫（ホビージャパン・2006年7月創刊）及び富士見ファンタジア文庫（富士見書房・2008年8月新刊より採用）がある。

## 読者層
2016年の編集部によれば、オリジナル作品の主な読者層は20代後半～30代の男性。

## メディアミックス

### アニメ化
アニメ化されたファミ通文庫オリジナルのシリーズは次の通り。2005年から2014年までは毎年何かしらアニメ化されたが、その後は不定期となっている。
| 作品                     | 放送年          | アニメーション制作                          | 備考 |
| ------------------------ | --------------- | ------------------------------------------- | ---- |
| ぺとぺとさん             | 2005年          | XEBEC M2                                    |      |
| 吉永さん家のガーゴイル   | 2006年          | トライネットエンタテインメント スタジオ雲雀 |      |
| 狂乱家族日記             | 2008年          | ノーマッド                                  |      |
| まじしゃんず・あかでみい | 2008年          | ZEXCS                                       |      |
| バカとテストと召喚獣     | 2010年（第1期） | SILVER LINK.                                |      |
| バカとテストと召喚獣     | 2011年（第2期） | SILVER LINK.                                |      |
| ココロコネクト           | 2012年          | SILVER LINK.                                |      |
| 犬とハサミは使いよう     | 2013年          | GONZO                                       |      |
| 龍ヶ嬢七々々の埋蔵金     | 2014年          | A-1 Pictures                                |      |
| シュヴァルツェスマーケン | 2016年          | ixtl LIDENFILMS                             |      |
| 賢者の孫                 | 2019年          | SILVER LINK.                                |      |
| リアデイルの大地にて     | 2022年          | MAHO FILM                                   |      |

| 作品               | 公開年 | アニメーション制作 | 備考 |
| ------------------ | ------ | ------------------ | ---- |
| “文学少女”シリーズ | 2010年 | Production I.G     |      |

### 実写映画化
| 作品       | 公開年 | 監督       | 配給         | 備考 |
| ---------- | ------ | ---------- | ------------ | ---- |
| 学校の階段 | 2007年 | 佐々木浩久 | アンプラグド |      |
| 赤×ピンク  | 2014年 | 坂本浩一   | KADOKAWA     |      |

### 漫画化
漫画化に関しては同じ出版社の『コミックビーム』や『ハルタ』で行われることはほとんど無く、2010年に開設されたウェブコミック配信サイト『ファミ通コミッククリア』での連載が中心となっている。この他、エンターブレインと同じKADOKAWAに属する角川書店の『月刊少年エース』で「バカとテストと召喚獣」が、連載当時はライトノベル市場でエンターブレインと競合関係に在ったメディアファクトリーの『月刊コミックアライブ』で「まじしゃんず・あかでみい」が連載されている。また、角川グループ以外の出版社ではスクウェア・エニックスの『月刊ガンガンJOKER』（連載開始時は『ガンガンパワード』）で「“文学少女”」が、同じくスクウェア・エニックスのウェブコミック配信サイト『ガンガンONLINE』で「ヒカルが地球にいたころ……」が、講談社『なかよし』で「荒野の恋」が連載されている。

## FBSP
「ファミ通文庫スペシャルエンターテイメントブック」の意。B6判のムック形式で1シリーズに絞った特集記事を掲載する他、特典DVDが付属することもある。
1. 狂乱家族日記すぺしゃる 2007年1月29日発売 ISBN 9784757733398
2. まかでみスペシャル 2007年5月30日発売 ISBN 9784757735651
3. 狂乱家族日記すぺしゃる 2008年2月29日発売 ISBN 9784757740747